# BGL Ligue 2016/17
Die BGL Ligue 2016/17 war die 103. Spielzeit der höchsten luxemburgischen Spielklasse im Fußball der Männer. Die Saison begann am 6. August 2016 und endete planmäßig am 21. Mai 2017.

## Abschlusstabelle
| Pl. | Verein                    | Sp. | S  | U | N  | Tore    | Diff. | Punkte |
| --- | ------------------------- | --- | -- | - | -- | ------- | ----- | ------ |
| 1.  | F91 Düdelingen (M, P)     | 26  | 20 | 5 | 1  | 068:140 | +54   | 65     |
| 2.  | FC Differdingen 03        | 26  | 20 | 5 | 1  | 065:210 | +44   | 65     |
| 3.  | CS Fola Esch              | 26  | 16 | 8 | 2  | 069:340 | +35   | 56     |
| 4.  | FC Progrès Niederkorn     | 26  | 13 | 5 | 8  | 057:380 | +19   | 44     |
| 5.  | FC UNA Strassen           | 26  | 11 | 4 | 11 | 039:470 | −8    | 37     |
| 6.  | Union Titus Petingen (N)  | 26  | 10 | 5 | 11 | 038:330 | +5    | 35     |
| 7.  | US Bad Mondorf            | 26  | 9  | 3 | 14 | 029:450 | −16   | 30     |
| 8.  | Jeunesse Esch             | 26  | 7  | 8 | 11 | 038:490 | −11   | 29     |
| 9.  | FC Victoria Rosport       | 26  | 8  | 4 | 14 | 038:540 | −16   | 28     |
| 10. | RFC Union Luxemburg       | 26  | 8  | 3 | 15 | 038:520 | −14   | 27     |
| 11. | FC RM Hamm Benfica        | 26  | 7  | 5 | 14 | 029:470 | −18   | 26     |
| 12. | FC Jeunesse Canach (N, R) | 26  | 5  | 8 | 13 | 030:540 | −24   | 23     |
| 13. | US Rumelange              | 26  | 5  | 8 | 13 | 029:530 | −24   | 23     |
| 14. | UN Käerjéng 97 (N)        | 26  | 7  | 1 | 18 | 037:630 | −26   | 22     |

| (M) | amtierender luxemburgischer Meister     |
| (P) | amtierender luxemburgischer Pokalsieger |
| (R) | Sieger des Barragespiels 2015/16        |
| (N) | Neuaufsteiger aus der Ehrenpromotion    |

## Relegation
| Paarung         | Jeunesse Canach – US Hostert |
| Ergebnis        | 2:2 n. V. (2:2, 2:1), 2:4 i. E. |
| Datum           | 25. Mai 2017 um 18:00 Uhr |
| Stadion         | Stade John Grün, Bad Mondorf |
| Zuschauer       | 1579 |
| Schiedsrichter  | Bourgnon – Mateus Santos, Kricen |
| Tore            | 1:0 Seck (10.), 1:1 D. Stumpf (12.), 2:1 Seck (20.), 2:2 Rougeaux (52.) |
| Jeunesse Canach | Moreira – Hoeser (75. Flies), Nana Kouamou, Negi, De Freitas – Dervisevic, Teixeira, Seck (53. Maruntelu / 105. Rauen), Maurer – Ferro, Lefranc Cheftrainer: Patrick Maurer |
| US Hostert      | Pleimling – Koljenovic, Mura, Furst, C. Stumpf – Wang (68. Guerra), Battaglia, Pomponi, D.Stumpf – Drif (107. Knis), Rougeaux (94. Aribi) Cheftrainer: Henri Bossi          |

## Torschützenliste
| Pl.               | Spieler                | Mannschaft          | Tore |
| ----------------- | ---------------------- | ------------------- | ---- |
| 01.               | Omar Er Rafik          | FC Differdingen 03  | 26   |
| 02.               | Remi Laurent           | Progres Niederkorn  | 24   |
| 03.               | David Turpel           | F91 Düdelingen      | 21   |
| 04.               | Samir Hadji            | CS Fola Esch        | 20   |
| 05.               | Aleksandre Karapetian  | FC Victoria Rosport | 19   |
| 06.               | Bertino Cabral Barbosa | FC RM Hamm Benfica  | 16   |
| 07.               | Mickael Jager          | FC UNA Strassen     | 15   |
| 08.               | Julien Jahier          | RFC Union Luxemburg | 14   |
| Stand: Saisonende |                        |                     |      |

## Stadien

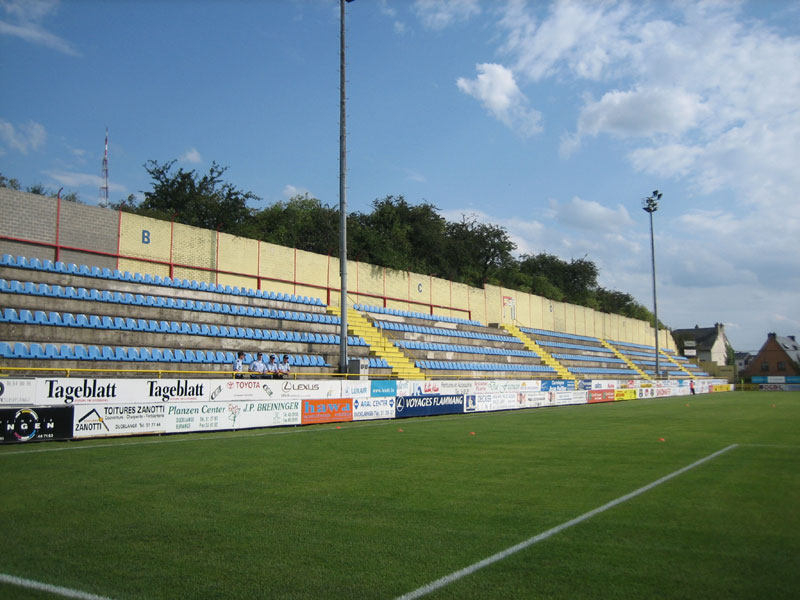
Das Jos-Nosbaum-Stadion in Düdelingen

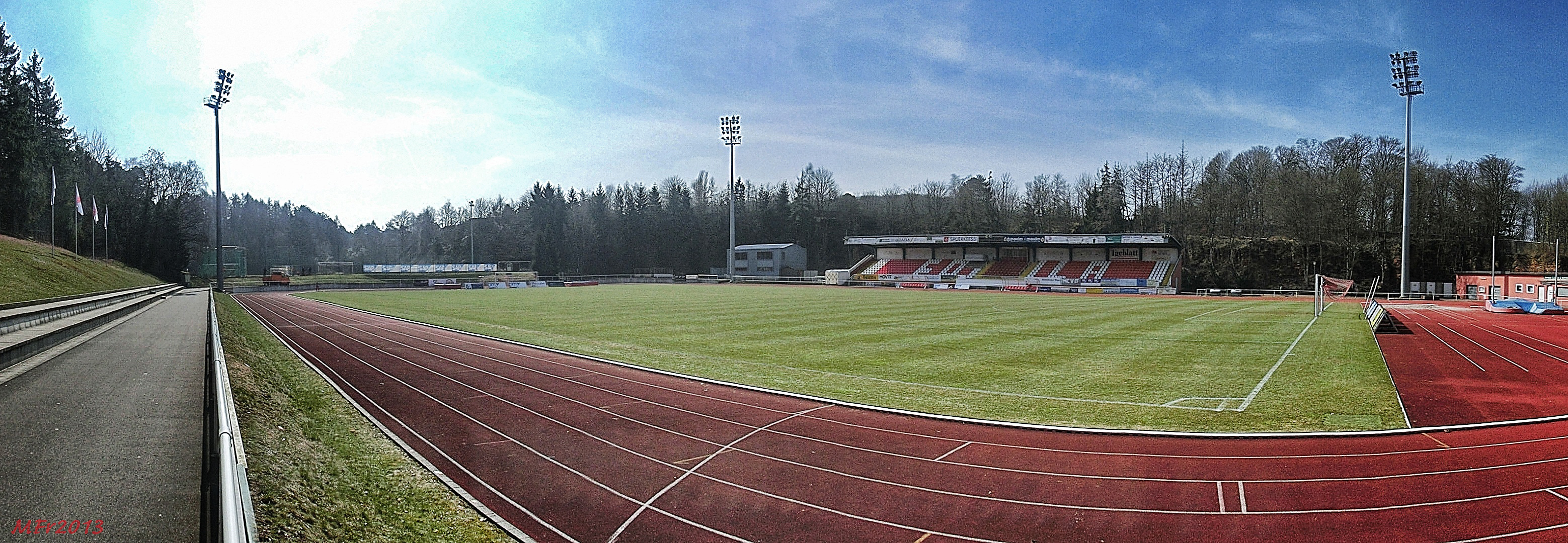
Das Stade Émile Mayrisch in Esch an der Alzette

| Name                                       | Stadt               | Verein                | Kapazität |
| ------------------------------------------ | ------------------- | --------------------- | --------- |
| Stade Achille Hammerel                     | Luxemburg           | RFC Union Luxemburg   | 5.800     |
| Stade de la Frontière                      | Esch an der Alzette | Jeunesse Esch         | 5.400     |
| Stade Émile Mayrisch                       | Esch an der Alzette | CS Fola Esch          | 3.800     |
| Stade John Grün                            | Bad Mondorf         | US Bad Mondorf        | 3.600     |
| Stade Municipal de la Ville de Differdange | Differdingen        | FC Differdingen 03    | 3.500     |
| Stade Municipal                            | Rümelingen          | US Rumelange          | 2.950     |
| Stade Jos Haupert                          | Niederkorn          | FC Progrès Niederkorn | 2.800     |
| Terrain de Football Cents                  | Luxemburg           | FC RM Hamm Benfica    | 2.800     |
| Jos-Nosbaum-Stadion                        | Düdelingen          | F91 Düdelingen        | 2.550     |
| Käerjenger Dribbel                         | Niederkerschen      | UN Käerjéng 97        | 2.500     |
| Stade Municipal de Pétange                 | Petingen            | Union Titus Petingen  | 2.400     |
| Complexe Sportif Jean Wirtz                | Strassen            | FC UNA Strassen       | 2.000     |
| Stade Rue de Lenningen                     | Canach              | FC Jeunesse Canach    | 1.000     |
| VictoriArena                               | Rosport             | FC Victoria Rosport   | 1.000     |